# Anne Brown
Anne Wiggins Brown (Baltimore, 9 augustus 1912 - Oslo, 13 maart 2009) was een Amerikaans-Noors zangeres. Zij speelde de rol van Bess in de oorspronkelijke uitvoering van George Gershwins opera Porgy and Bess uit 1935.
Brown ging naar het Morgan College en studeerde verder aan het New Institute of Musical Art (bekend als de Juilliard School) in New York. Na haar optreden als de eerste Bess trad zij op in het Broadwaystuk Mamba's Daughters en in de film Rhapsody in Blue.
Zij trad op in verschillende heruitvoeringen van Porgy and Bess en maakte tournees als concertartieste van 1942 tot 1948, toen zij zich in Oslo vestigde na haar huwelijk met de Noorse Olympisch skikampioen Thorleif Schjelderup en zelf Noorse werd. Brown zou later zeggen dat zij in Europa beter aanvaard werd als zangeres, omdat zij vooral werk van Europese componisten zong, zoals Brahms, Schubert, Schumann en Mahler. In 1999 werd Brown verkozen tot ereburger van Baltimore, de stad waar zij 70 jaar vroeger geweigerd werd voor een auditie omdat zij Afro-Amerikaans was.